# Oratoire San Giacomo della Marina

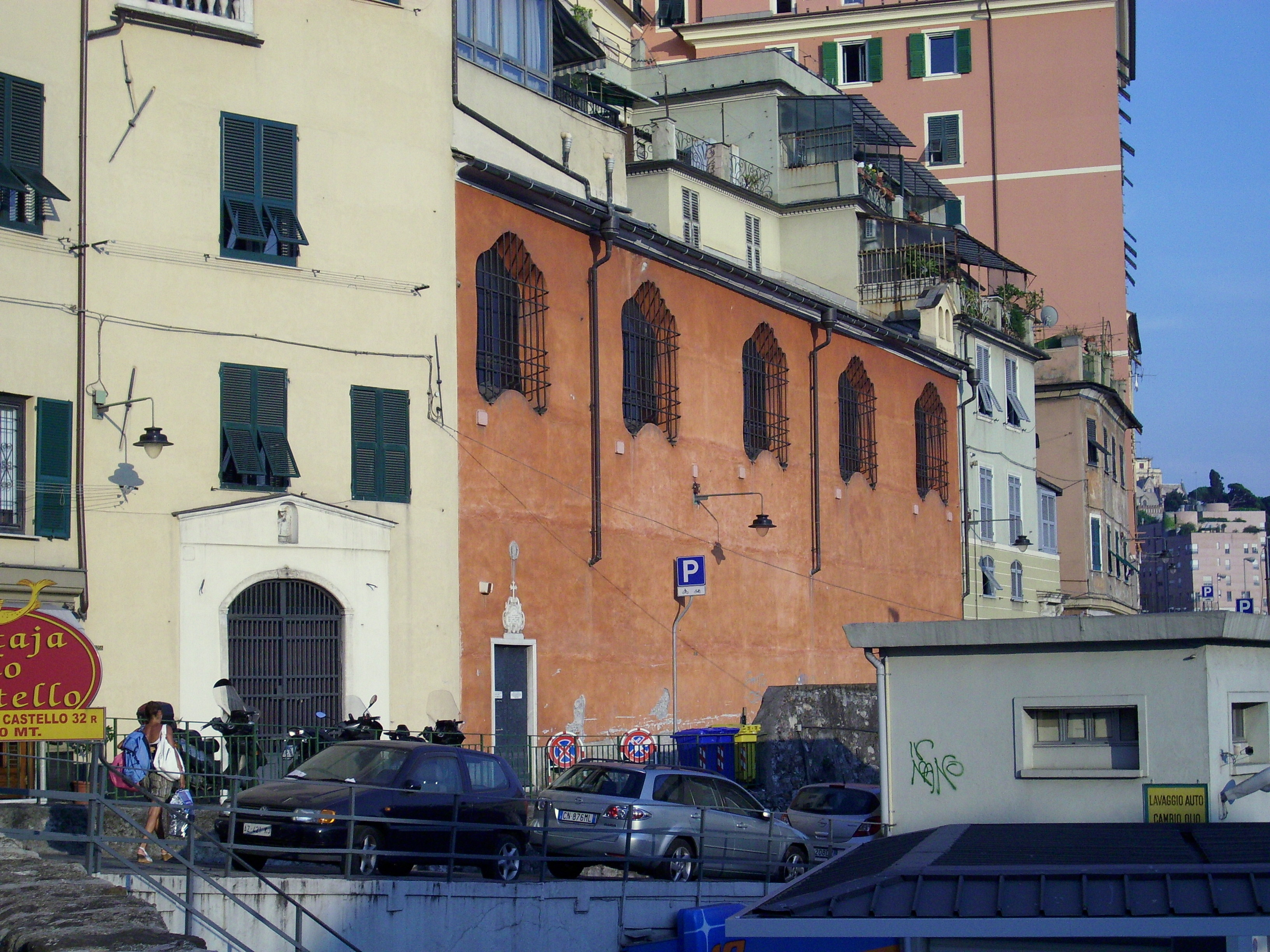

L'Oratoire San Giacomo della Marina (en italien: Oratorio di San Giacomo della Marina) est une petite chapelle des docks de Gênes.
Érigé en 1453, l'oratoire a été reconstruit et décoré au XVIIe siècle avec douze grands tableaux baroques retraçant l'histoire du saint contre les Maures, dont les œuvres suivantes :
- Giovanni Benedetto Castiglione (il Grechetto) : San Giacomo combattant les Maures
- Giovanni Battista Carlone : San Giacomo ouvrant les portes de  Coïmbra au roi Ferdinand  et Le Martyre de San Giacomo.
- Valerio Castello - Saint Pierre baptisant San Giacomo
- Giovanni Domenico Cappellino :  San Giacomo prêchant
- Domenico Piola :  Martyre du saint
- Aurelio Lomi : Les Fils de Zébédée avec Jésus

L'extérieur de l'oratoire est simple. La confraternité fut active pendant les processions des siècles passés.